# HMS Hogland
HMS Hogland var en 2:a klass kanonbåt i svenska flottan. Hon byggdes av Motala varv och sjösattes 1856. Hon var byggd i trä och stål, var försedd med två master och kunde föra upp till 270 m² segel. Mellan 1866–1867 monterades de två kanonerna bort och ersattes av en 96 mm kanon samt fick segelytan ökad. I samband med detta så klassades hon om till kanonångsskonert. Besättningen kunde då minskas till 31 man. Efter att hon utrangerats användes hon för bevakning samt som transportfartyg.